# Thomas Francis Wade

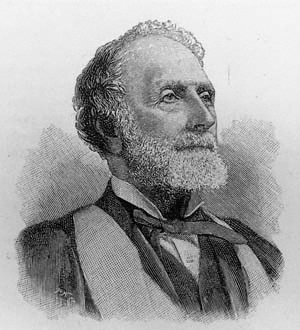
Thomas Wade (ilustracja z 1895)

Thomas Francis Wade (ur. 25 sierpnia 1818, zm. 31 lipca 1895) – brytyjski dyplomata i sinolog.

## Życiorys
Po ukończeniu w 1841 r. Trinity College na Uniwersytecie Cambridge wstąpił do wojska i rok później został wysłany do Chin, gdzie nauczył się języka chińskiego i został urzędowym tłumaczem. Po powrocie do Anglii w 1845 r. otrzymał stanowisko dyplomaty. W następnych latach przebywał w Nankinie, Hongkongu i Pekinie. W 1857 r. brał udział w negocjacjach przygotowujących traktat tienciński. W roku 1875 otrzymał tytuł szlachecki. Po przejściu na emeryturę w 1883 r. powrócił do Cambridge, gdzie został profesorem języka chińskiego.
W wydanym w 1859 roku Peking Syllabary Wade stworzył własny system latynizacji języka chińskiego, który zmodyfikowany w 1912 r. przez profesora Herberta Allana Gilesa stał się znany jako system Wade-Gilesa. Transkrypcja ta była najpopularniejszą metodą latynizacji języka chińskiego przez większą część XX wieku, do czasu upowszechnienia się chińskiej transkrypcji hanyu pinyin. 